# Notter
Notter (Nedersaksisch: Nutter, Nötter) is een buurtschap in de gemeente Wierden, in de Nederlandse provincie Overijssel. Het kende op 1 januari 2023 605 inwoners. Notter ligt tussen Wierden en de Huurne, Rectum, Rijssen, Zuna, Noetsele en Nijverdal in. De agrarische sector is voor de buurtschap altijd bepalend geweest. Het gebied kende dan ook lang een eigen boerenbond. De buurtschap Notter bestaat uit Notter, de Grimberg, het Grimbergerveld, de Nottermors, het Notterveld en de Eversberg. De gemeente Wierden heeft een groot deel van het grondgebied van Notter verkocht aan de naastgelegen gemeente Hellendoorn voor de uitbreiding van Nijverdal.

## Geschiedenis
Notter hoorde tot 1811 onder het gericht Kedingen en was een van de zogenaamde Rijssense kwartieren. In 1811 ging het deel uitmaken van de gemeente Wierden. De buurschappen Notter en Zuna vormden gezamenlijk een marke. Tot aan de opheffing in het midden van de 19e eeuw maakten voornamelijk de grondeigenaren de dienst uit. In Notter stond een havezate, de Grimberg. In Zuna lag het huis te Sudena. In het noorden lag de havezate Eversberg. Net in het noorden van het Grimbergerkwartier lag de Huis Doorninck.
Van 1888 tot 1923 had de buurtschap een stopplaats aan de spoorlijn Deventer - Almelo.

## Bevolking

### Godsdienst
In Notter wonen overwegend protestanten. Er is sprake van enige mate van onkerkelijkheid. Andere geloven dan rooms-katholicisme en protestantisme zijn nauwelijks vertegenwoordigd.

### Tradities
Zoals in veel plaatsen in Twente, Salland en de Achterhoek heeft de autochtone bevolking in Notter bijnamen. Dit verschijnsel is in het landelijk deel van Twente niet ongebruikelijk.

## Onderwijs
Notter deelt samen met de buurtschap Zuna een basisschool. Al sinds de reformatie wordt er in Notter onderwijs aangeboden.

## Voornaamste erven
De buurschap of marke Notter heeft geen bebouwde kom. De hoeven liggen verspreid over de gehele buurschap. De oudste nederzettingen bevinden zich in het Grimbergerkwartier en naast Es van Notter. In het noorden bevinden zich de hoeken Grimbergerveld en het Notterveld. In deze hoek zijn de boerderijen overwegend in de 19e eeuw gesticht. De voornaamste en oudste erven in Notter zijn:
- Grimberg
- Eseman
- Heinenhuis
- Het Schot
- Schutten
- Ten Bergen
- De Höfte
- Hofstede
- Beunk
- Harbers
- Japink (afgebroken)
- Hommers
- Wolterink
- De Hutten
- Ter Avest
- T'Heijenoord

## Bekende Notternaren
- Johanna ter Steege, 10 mei 1961 (actrice)